# 斯氏絹斑蝶
斯氏絹斑蝶（学名：Parantica swinhoei），又名小青斑蝶、臺灣青斑蝶、臺灣淡青斑蝶、透翅斑蝶、暗色透翅斑蝶，为蛺蝶科絹斑蝶屬下的一个种。

## 描述
本種為中型斑蝶，雌雄外型相近，性別二型性不明顯。全身以黑褐色為主，頭、胸、足具白色斑點與線紋。腹部背側呈紅褐或黃褐色，腹面黃褐色並帶白色橫紋或白環，雌蝶腹側較偏黃。
前翅長40-48 mm，呈三角形，翅端鈍、略向外凸；後翅扇形。翅背面底色為黑褐至暗褐色，佈滿淡青白色半透明斑，具光澤。前翅翅基斑塊大，外側僅有小斑點，CuA2室常見青白斑內含模糊褐線。後翅內側有明顯半透明斑，外側為小斑與點狀斑。翅腹面斑紋與背面相似，但底色較淺、偏紅褐色，後翅外緣有兩列灰白色小斑。緣毛為黑白相間。
雄蝶特徵包括黑色性標，位於後翅外側，由特化鱗片組成。前足跗節癒合呈匕狀並被毛。雌蝶無性標，前足跗節分節並具爪。

## 分佈
分布於印度東北部、中南半島、華南及臺灣。臺灣分布於本島低至中海拔地區，部分離島亦有記錄。

## 棲地
主要棲息於海岸林與常綠闊葉林，一年可多代。飛行緩慢，喜愛訪花；幼蟲以絨毛芙蓉蘭等夾竹桃科植物為食。